# Regine Velásquez
Regina Encarnación Velásquez y Ansong de Alcasid (Bulacán, 22 de abril de 1970), más conocida como Regine Velásquez, es una cantante y actriz filipina, apodada "El Pájaro Cantor de Asia".
Reconocida por su textura vocal y su capacidad técnica, es ampliamente considerada una de las mejores voces de su país, toda una celebridad en Asia. Se hizo conocida después de ganar el programa de talentos televisivo "Ang Bagong Kampeon" en 1984 y el Concurso de Canto de Asia Pacífico en 1989. Ha lanzado diecisiete álbumes de estudio, ocho álbumes de bandas sonoras, un álbum en vivo, quince álbumes recopilatorios, cinco EP, noventa y tres sencillos y veintitrés sencillos promocionales. Con más de diez millones de discos vendidos, Velásquez es la artista filipina con mayores ventas de todos los tiempos.
Velásquez también ha aparecido en programas de televisión como Forever in My Heart (2004), Ako si Kim Samsoon (2008), Totoy Bato (2009), Diva (2010), I Heart You, Pare! (2011) y Pobre Señorita (2016). Fue jurado en los programas StarStruck (2015) y Idol Filipinas (2019). 

## Primeros años
Comenzó su carrera en 1986 bajo dirección del productor musical Ronnie Henares y fue lanzada inicialmente como cantante comercial. Después de adoptar el nombre artístico de Regine Velásquez, firmó con Viva Records en 1987 y lanzó su álbum de estudio debut, Regine, que generó tres sencillos: "Kung Maibabalik Ko Lang", "Urong Sulong" e "Isang Lahi". Tras ganar el Festival Pacífico de la Canción de Asia, en 1984, una serie de éxitos en la región consolidó su posición como una de las cantantes más vendidas de Asia, que le ha valido numerosas certificaciones de platino. Sus álbumes de estudio posteriores Nineteen 90 (1989) y Tagala Talaga (1991) incluyeron los sencillos "Narito Ako" y "Buhay Ng Buhay Ko", respectivamente. Una versión de "It's Hard to Say Goodbye" con Paul Anka se convirtió en el sencillo principal de su cuarto álbum de estudio, Reason Enough, que se lanzó en julio de 1993.
Después de que Velásquez firmara con PolyGram en 1994, lanzó su quinto álbum de estudio, Listen Without Prejudice, en países como China, Hong Kong, Indonesia, Malasia, Singapur, Taiwán y Tailandia. Incluía el sencillo principal "In Love With You", un dúo con Jacky Cheung. El álbum ha vendido 700.000 copias en Asia, lo que lo convierte en el álbum más vendido de su carrera hasta la fecha. Se lanzaron dos álbumes de estudio más en la región, My Love Emotion (1995) y Retro (1997). En 1998, Velásquez se separó de PolyGram y firmó con MJF Company del productor Mark J. Feist, con sede en Los Ángeles. Su noveno álbum de estudio, Drawn, fue lanzado en noviembre de 1998 e incluye los sencillos "How Could You Leave" e "Ikaw". Al año siguiente, lanzó su décimo álbum de estudio, R2K (1999), que posteriormente fue certificado doce veces platino por la Asociación Filipina de la Industria Discográfica (PARI) y se convirtió en el álbum más vendido de una artista femenina en Filipinas.
Velásquez lanzó el álbum de banda sonora Kailangan Ko'y Ikaw en julio de 2000. Su sencillo principal sirvió como tema de amor de la película del mismo nombre. El álbum vendió más de 240.000 copias y fue certificado seis veces platino. En octubre de 2000, lanzó su primer álbum en vivo, Regine Live: Songbird Sings the Classics, un setlist de quince piezas presentado en el Westin Philippine Plaza de Manila. Los discos posteriores del cantante: Covers, vol. 1 (2004), Covers, vol. 2 (2006), Low Key (2008) y Fantasy (2010), fueron todos álbumes de versiones. Velásquez se tomó un descanso de tres años para grabar material nuevo y presentó un álbum inspirado en el góspel, Hulog Ka Ng Langit (2013), que incluye los sencillos "Nathaniel (Gift of God)" y "Hele Ni Inay". Su decimoséptimo álbum de estudio, R3.0, se lanzó en octubre de 2017. Sus sencillos, "Tadhana" y "Hugot", se lanzaron un mes antes.

## Cine y Televisión
Velásquez ha trabajado mucho en los medios y ha emprendido varios proyectos en la televisión y en el cine. La Fundación Conmemorativa de la Beca de Guillermo Mendoza para el éxito de teatro de su película Pangako Ikaw Lang la anunció como la reina de la taquilla. Ella recibió una mejor crítica por su papel de una mujer mentalmente desafiada en Maalaala Mo Kaya. Desde 2006, Velásquez cuenta con su propia productora IndiMusic, con la que ha producido varios discos y películas. 
Velásquez también ha aparecido en programas de televisión como Forever in My Heart (2004), Ako si Kim Samsoon (2008), Totoy Bato (2009), Diva (2010), I Heart You, Pare! (2011) y Pobre Señorita (2016). Fue jurado en los programas StarStruck (2015) y Idol Filipinas (2019). 

## Voz
- Tipo de voz: soprano lírica de coloratura
- Nota más alta: B6
- Nota más baja: A2
- Nota más larga: 20 segundos
- Rango Vocal: 4 octavas

## MTV Asia Awards
- MTV Asia Awards